# Il suo destino (film, 1938)
Pour les articles homonymes, voir Il suo destino.
Pour plus de détails, voir Fiche technique et Distribution.
Il suo destino est un film italien réalisé par Enrico Guazzoni, sorti en 1938.

## Fiche technique
- Titre : Il suo destino
- Réalisation : Enrico Guazzoni
- Scénario : Enrico Guazzoni, Dino Di Luca et Gherardo Gherardi
- Photographie : Ugo Lombardi
- Montage : Gino Talamo
- Musique : Umberto Mancini
- Pays d'origine : Royaume d'Italie
- Format : Noir et blanc - Mono
- Genre : drame
- Date de sortie : 1938

## Distribution
- Luisa Ferida : Maria
- Ennio Cerlesi : Luciano
- Enrico Glori : Don Pedro
- Mario Pisu : Andrea
- Laura Nucci : Carmelita
- Emma Baron : l'épouse d'Andrea
- Renato Chiantoni : Spilunga
- Guido Morisi : Don Alvaro
- Aristide Garbini : Chiquito
- Pina Renzi : Piera
- Oreste Bilancia
- Vittoria Carpi
- Pina Gallini
- Dina Romano
- Nietta Zocchi